# ملک‌طالش (ورزقان)
ملک‌طالش یکی از روستاهای استان آذربایجان شرقی است که در دهستان سینا بخش مرکزی شهرستان ورزقان واقع شده‌است.

## زبان
مردم این دهستان به ترکی آذربایجانی سخن می گویند.

## وجه تسمیه
نام این روستا از واژه طال+-ِش به معنی بلند+جایگاه یا همان جایگاه رفیع را می دهد. که هم معنا با شهر و قوم طالش کنونی است. که در گذشته این دهستان هم از حریم کادوسیان بوده.